# Liste von Burgen, Schlössern und Festungen im Département Pas-de-Calais
Die Liste von Burgen, Schlössern und Festungen im Département Pas-de-Calais listet bestehende und abgegangene Anlagen im Département Pas-de-Calais auf. Das Département zählt zur Region Hauts-de-France in Frankreich.

Wappen des Départements Pas-de-Calais (62)
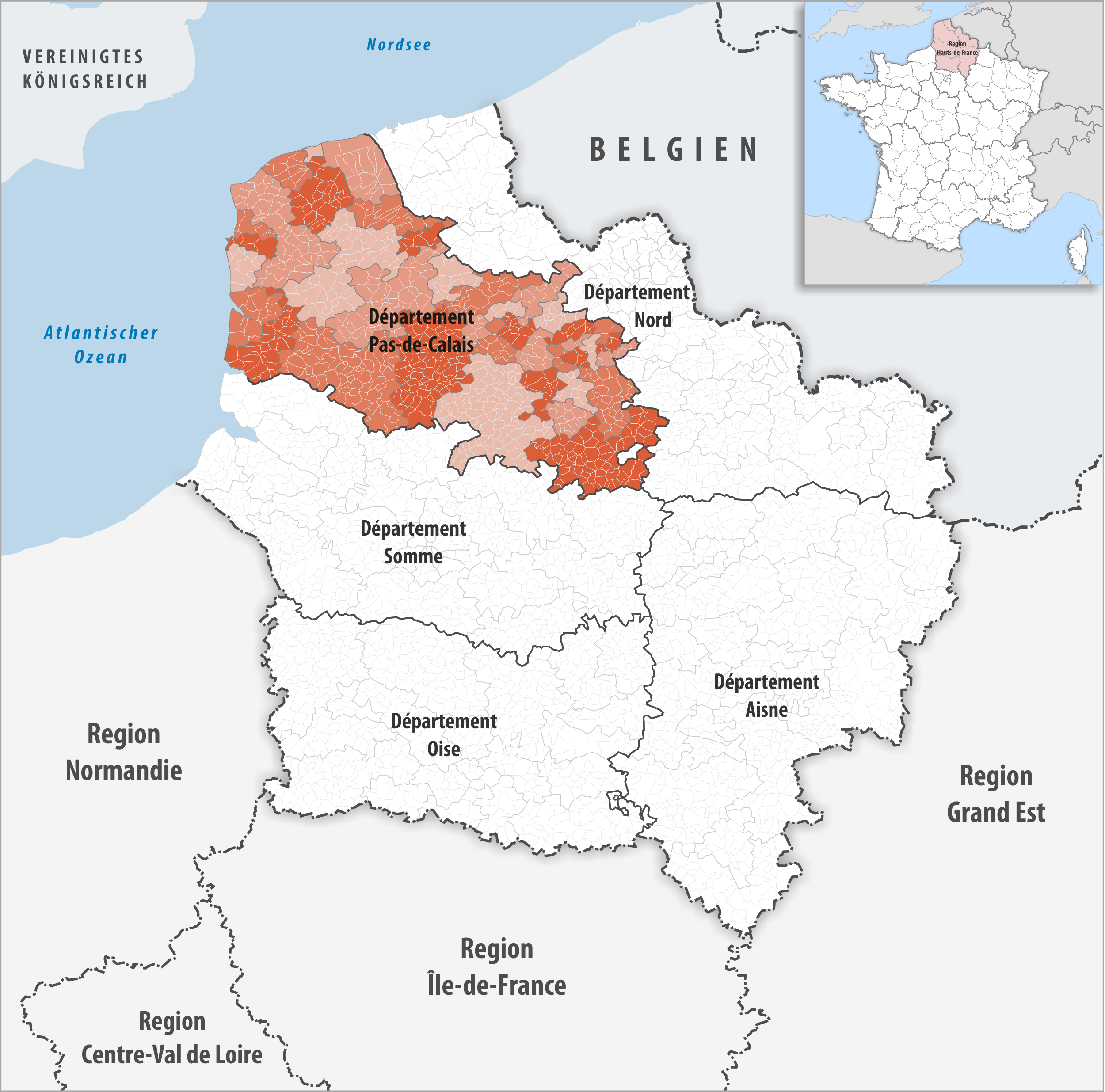
Lage des Départements Pas-de-Calais in der Region Hauts-de-France
Lage der Region Hauts-de-France in Frankreich

## Liste
Bestand am 13. November 2021: 61
| Name deu / fra                                              | Gemeinde / Lage                             | Typ (Untertyp)               | Bemerkungen | Bild |
| ----------------------------------------------------------- | ------------------------------------------- | ---------------------------- | --- | ---- |
| Schloss d'Acquembronne Château d'Acquembronn                | Lumbres                                     |                              | [ 1 ] |      |
| Fort Ambleteuse Fort d'Ambleteuse (Fort Mahon, Fort Vauban) | Ambleteuse 50,805391° N, 1,600477° O        | Burg (Fort)                  | Küstenfort an der Mündung des Flusses Slack in den Ärmelkanal                                                          |      |
| Zitadelle Arras Citadelle d'Arras                           | Arras 50,282351° N, 2,758957° O             | Festung (Zitadelle)          | |      |
| Schloss Audisque Château d'Audisque                         | Saint-Étienne-au-Mont 50,6783° N, 1,6293° O | Schloss                      | |      |
| Schloss Barly Château de Barly                              | Barly                                       | Schloss                      | |      |
| Schloss Beaulieu Château de Beaulieu                        | Busnes                                      | Schloss                      | Heute ein Hotel |      |
| Schloss Berles-Monchel Château de Berles-Monchel            | Berles-Monchel                              | Schloss                      | |      |
| Schloss Bermicourt Château de Bermicourt                    | Bermicourt                                  | Schloss                      | |      |
| Herrenhaus La Besvre Manoir de la Besvre                    | Witternesse                                 | Schloss (Herrenhaus)         | |      |
| Schloss La Bien-Assise Château de la Bien-Assise            | Guînes                                      | Schloss                      | |      |
| Schloss Bomy Château de Bomy                                | Bomy                                        | Schloss                      | |      |
| Burg Boulogne-sur-Mer Château de Boulogne-sur-Mer           | Boulogne-sur-Mer                            | Burg                         | |      |
| Donjon Bours Donjon de Bours                                | Bours                                       | Burg (Donjon)                | Nur der Donjon ist erhalten                                                                                            |      |
| Schloss Bryas Château de Brias                              | Brias                                       | Schloss                      | |      |
| Burg La Buissière Château de La Buissière                   | Bruay-la-Buissière                          | Burg                         | Ruine |      |
| Zitadelle Calais Citadelle de Calais                        | Calais                                      | Festung (Zitadelle)          | |      |
| Schloss La Calotterie Château de la Calotterie              | La Calotterie                               | Schloss                      | |      |
| Abteischloss Cercamp Château de Cercamp                     | Frévent                                     | Schloss (Abtei)              | Die Abtei wurde im 19. Jahrhundert in ein Schloss umgewandelt                                                          |      |
| Schloss Clarques Château de Clarques                        | Saint-Augustin                              | Schloss                      | |      |
| Schloss Cocove Château de Cocove                            | Recques-sur-Hem                             | Schloss                      | |      |
| Schloss Couin Château de Couin                              | Couin                                       | Schloss                      | |      |
| Schloss Couturelle Château de Couturelle                    | Couturelle                                  | Schloss                      | |      |
| Schloss Créminil Château de Créminil                        | Estrée-Blanche                              | Schloss                      | |      |
| Schloss Draëck Château de Draëck                            | Zutkerque                                   | Schloss                      | |      |
| Schloss Duisans Château de Duisans                          | Duisans                                     | Schloss                      | |      |
| Schloss Écou Château d'Écou                                 | Tilques                                     | Schloss                      | |      |
| Schloss Fosseux Château de Fosseux                          | Fosseux                                     | Schloss                      | |      |
| Burg Fressin Château de Fressin                             | Fressin                                     | Burg                         | Ruine |      |
| Schloss Givenchy Château de Givenchy                        | Givenchy-le-Noble                           | Schloss                      | |      |
| Schloss Gouy Château de Gouy                                | Gouy-en-Artois                              | Schloss                      | |      |
| Schloss Grand-Rullecourt Château de Grand-Rullecourt        | Grand-Rullecourt                            | Schloss                      | |      |
| Schloss Grenas Château de Grenas                            | Pommera                                     | Schloss                      | |      |
| Burg Guînes Tour de l'Horloge                               | Guînes                                      | Burg (Motte)                 | Auf der abgegangenen Motte aus dem Mittelalter wurde im 18. Jahrhundert ein Uhrenturm errichtet                        |      |
| Schloss Habarcq Château d'Habarcq                           | Habarcq                                     | Schloss                      | |      |
| Schloss Hardelot Château d'Hardelot                         | Condette                                    | Schloss                      | |      |
| Schloss Havrincourt Château d'Havrincourt                   | Havrincourt                                 | Schloss                      | |      |
| Schloss Hendecourt Château d'Hendecourt                     | Hendecourt-lès-Cagnicourt                   | Schloss                      | Burgruine aus dem 11. Jahrhundert, im Ersten Weltkrieg zerstört, von 1922 bis 1927 im neoklassischen Stil neuerrichtet |      |
| Schloss Hénu Château d'Hénu                                 | Hénu                                        | Schloss                      | |      |
| Schloss Hesdin-l’Abbé Château d'Hesdin-l'Abbé               | Hesdin-l’Abbé                               | Schloss                      | |      |
| Manoir Hesdin-l’Abbé Le Manoir d'Isque à Hesdin-l'Abbé      | Hesdin-l’Abbé                               | Rittergut                    | |      |
| Schloss L'Hocquet Château l'Hocquet                         | Tilques                                     | Schloss                      | |      |
| Schloss Hucqueliers Château d'Hucqueliers                   | Hucqueliers                                 | Schloss                      | |      |
| Schloss d'Isque Château d'Isque                             | Isques                                      | Schloss (ehemals eine Motte) | |      |
| Kommende der Johanniter Commanderie des Hospitaliers        | Wamin                                       | Burg (Kommende)              | |      |
| Schloss Laprée Château de Laprée                            | Quiestède                                   | Schloss                      | |      |
| Schloss Liettres Château de Liettres                        | Liettres                                    | Schloss                      | |      |
| Zitadelle Montreuil Citadelle de Montreuil                  | Montreuil-sur-Mer                           | Festung                      | Ehemalige Burg des Königs                                                                                              |      |
| Burg Olhain Château d'Olhain                                | Fresnicourt-le-Dolmen                       | Burg                         | |      |
| Schloss Pas-en-Artois Château de Pas-en-Artois              | Pas-en-Artois                               | Schloss                      | |      |
| Schloss Pommera Château de Pommera                          | Pommera                                     | Schloss                      | |      |
| Schloss Pont-de-Briques Château de Pont-de-Briques          | Saint-Léonard                               | Schloss                      | |      |
| Schloss Le Quesnoy Château du Quesnoy                       | Busnes                                      | Schloss                      | Ruine |      |
| Schloss Ranchicourt Château de Ranchicourt                  | Rebreuve-Ranchicourt                        | Schloss                      | |      |
| Schloss Recques-sur-Course Château de Recques-sur-Course    | Recques-sur-Course                          | Schloss                      | |      |
| Fort Risban                                                 | Calais                                      | Fort                         | Im Altenglischen auch Risbanke oder Risbank genannt                                                                    |      |
| Schloss Le Rohart Château du Rohart                         | Camiers                                     | Schloss                      | |      |
| Schloss Rosamel Château de Rosamel                          | Frencq                                      | Schloss                      | |      |
| Schloss Saternault Château de Saternault                    | Saulty 50,199569° N, 2,520892° O            | Schloss                      | |      |
| Schloss Saulty Château de Saulty                            | Saulty 50,216321° N, 2,535219° O            | Schloss                      | |      |
| Burg Tannay Château de Tannay                               | Mazinghem                                   | Burg                         | Ruine |      |
| Schloss Tilques Château Tilques                             | Tilques                                     | Schloss                      | |      |
| Schloss Tramecourt Château de Tramecourt                    | Tramecourt                                  | Schloss                      | |      |
| Schloss Villers-Châtel Château de Villers-Châtel            | Villers-Châtel                              | Schloss                      | |      |
| Schloss Wamin Château de Wamin                              | Wamin                                       | Schloss                      | |      |